# Mszczuje
Mszczuje [pronunciación en polaco: /ˈmʂt͡ʂujɛ/] ( en alemán: Moorbrück) es una aldea en el distrito administrativo de Gmina Nowe Warpno, dentro del condado de Police, Voivodato de Pomerania Occidental, en el noroeste de Polonia, cerca de la frontera con Alemania. Se encuentra a unos 7 kilómetros sureste de Nowe Warpno, 22 kilómetros al noroeste de Police, y 33 kilómetros al noroeste de la capital regional Szczecin.
El pueblo tiene una población de 19 habitantes.